# Natisone
De Natisone (Friuliaans Nadison, Sloveens Nadiža) is een rivier in Oost-Friuli in het noordoosten van Italië en Slovenië. De oorsprong van de rivier ligt op een hoogte van 415 m bij de grens tussen Friuli en Slovenië.. De Natisone mondt uit in de Torre.
Bijna al het water van de Natisone komt van de Rio Bianco (Sloveens: Bela Nadiža) en de Rio Nero (Sloveens: Črni Potok). Deze ontspringen bij de Punta di Montemaggiore en de Gabrovig bergen.
Voordat de Natisone samenvloeit met de Torre, stroomt hij door de gemeenten Pulfero en Cividale del Friuli. In Cividale wordt de rivier overspannen door de beroemde Ponte del Diavolo (Duivelsbrug).

## Fotogalerij

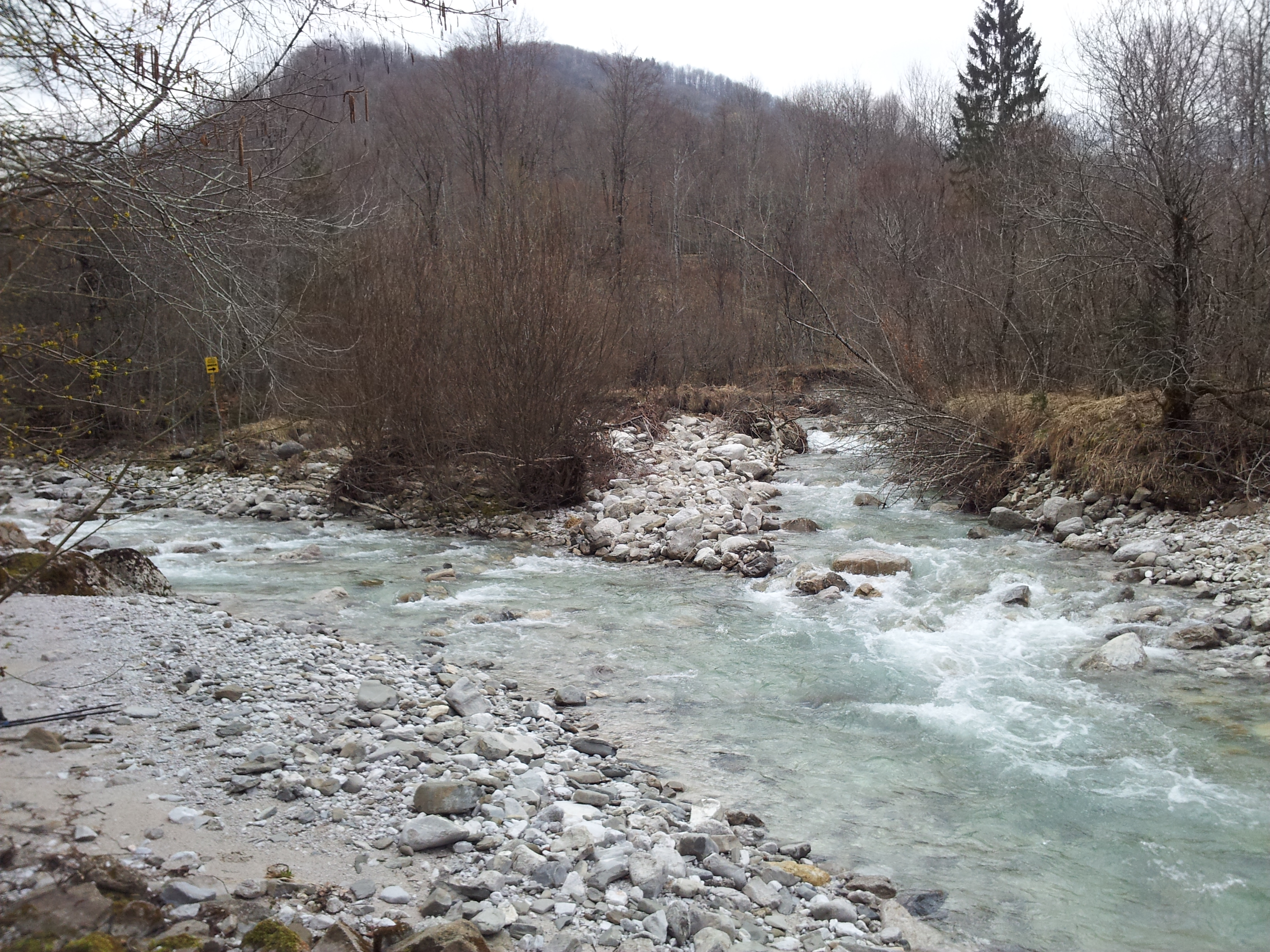
Samenvloeiing Rio Bianco en Rio Nero, waardoor de Natisone ontstaat
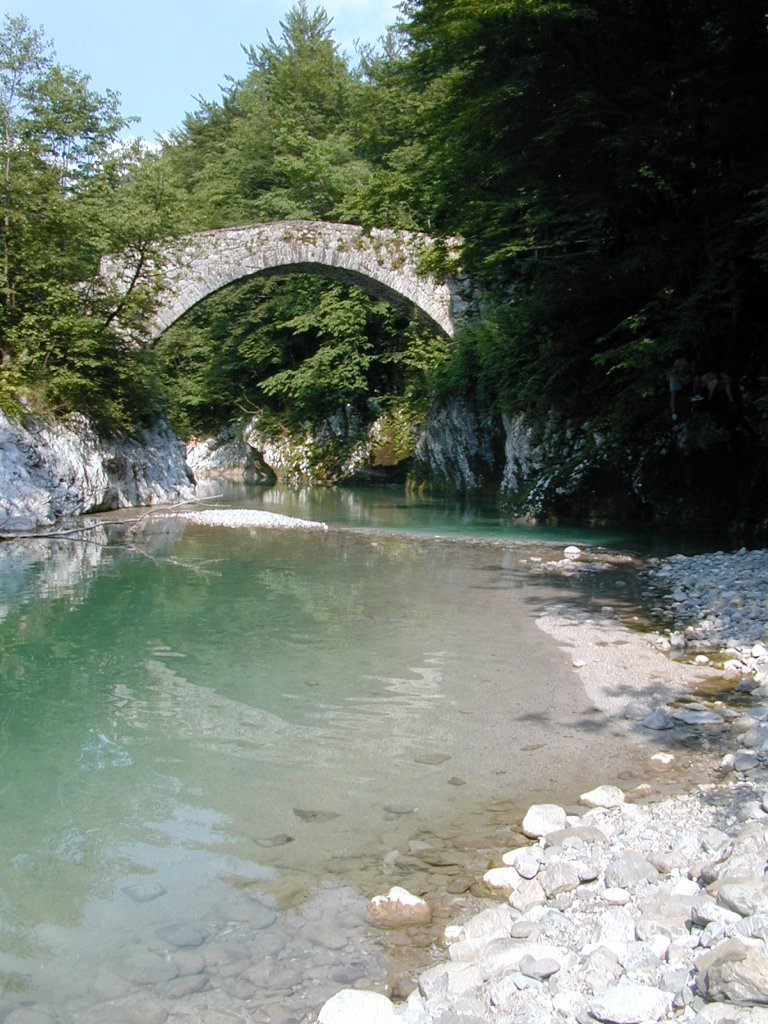
De Napoleontische brug over de Natisone bij Logje
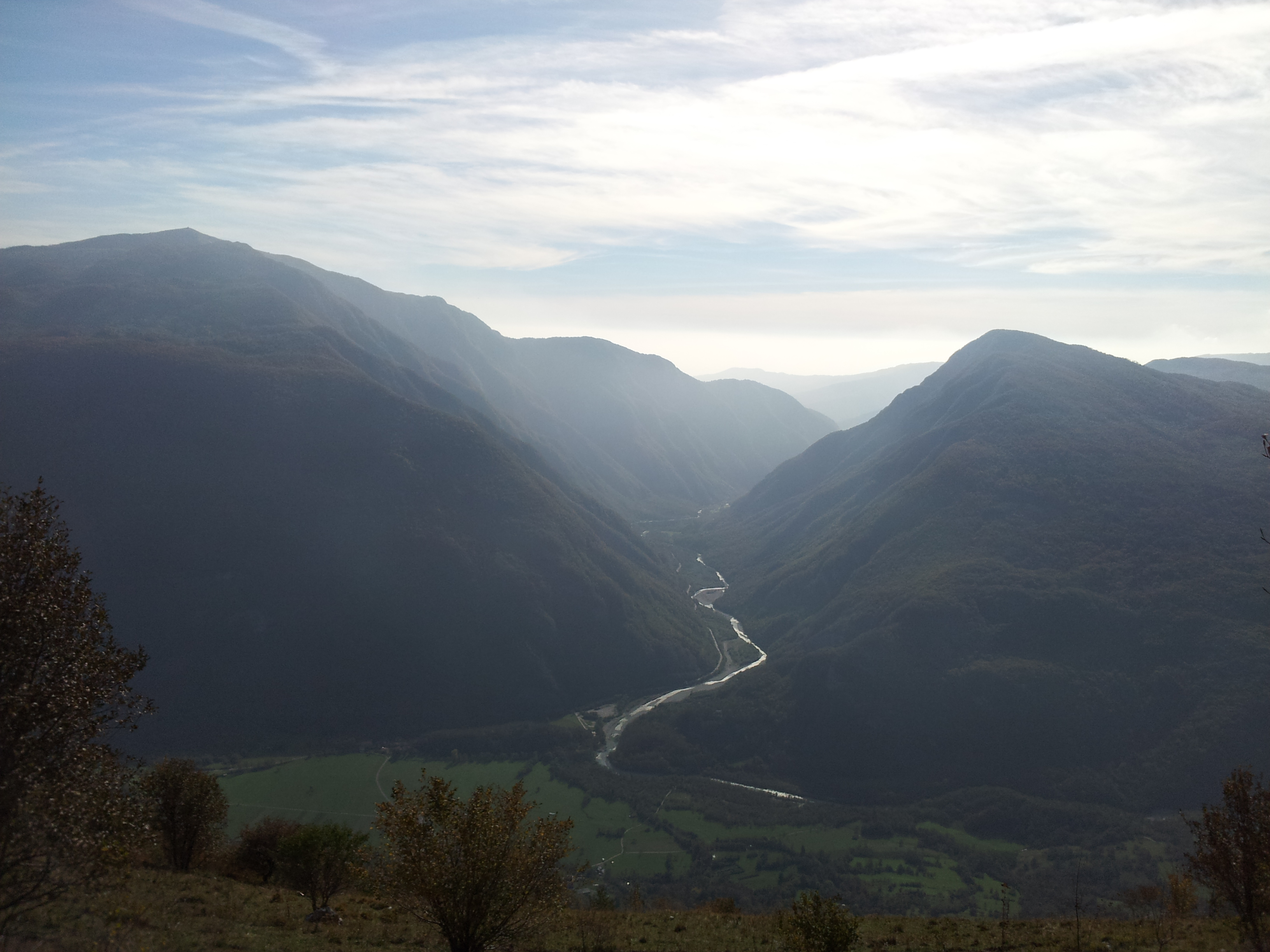
Natisone
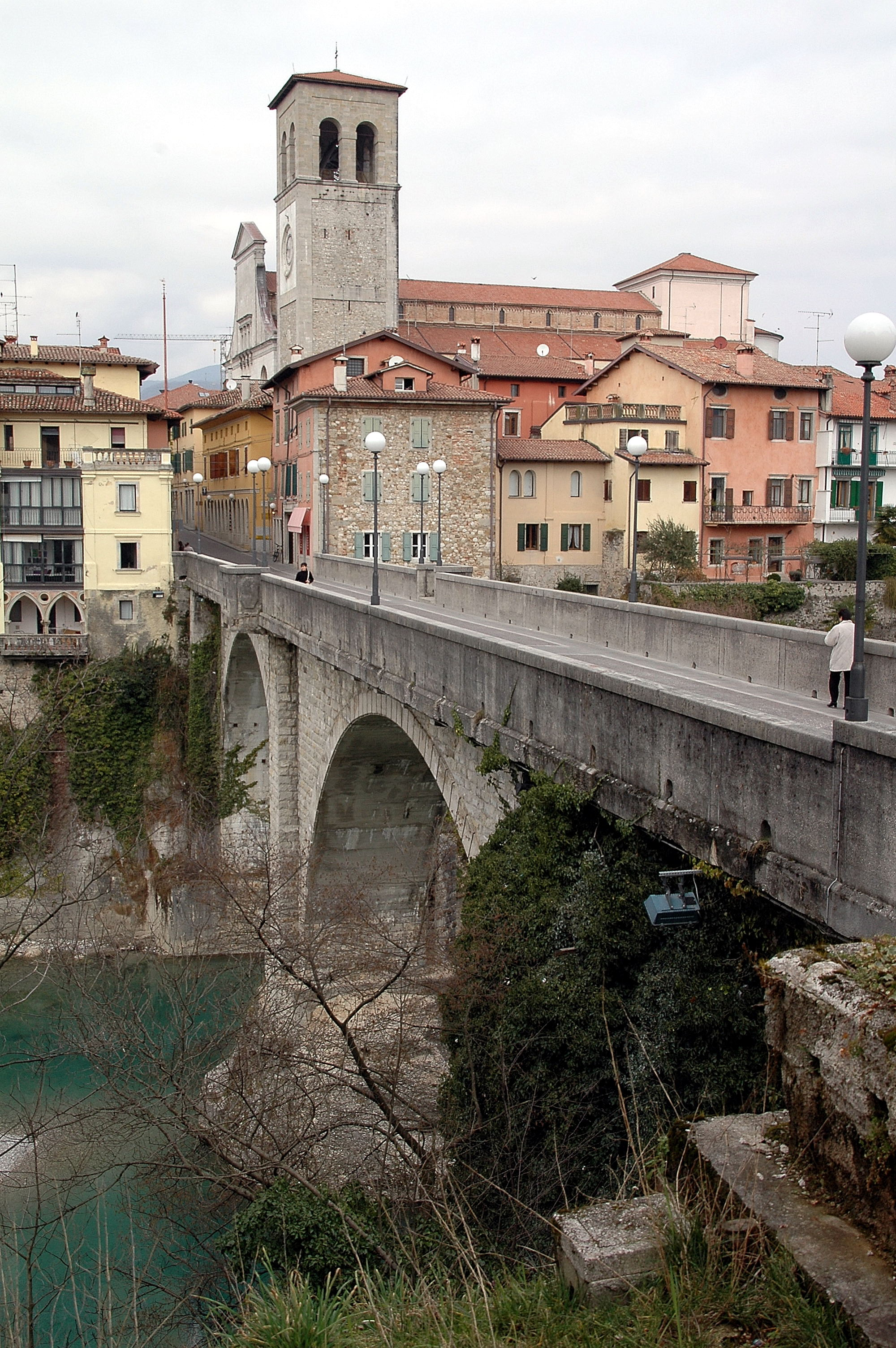
Duivelsbrug over de Natisone in Cividale
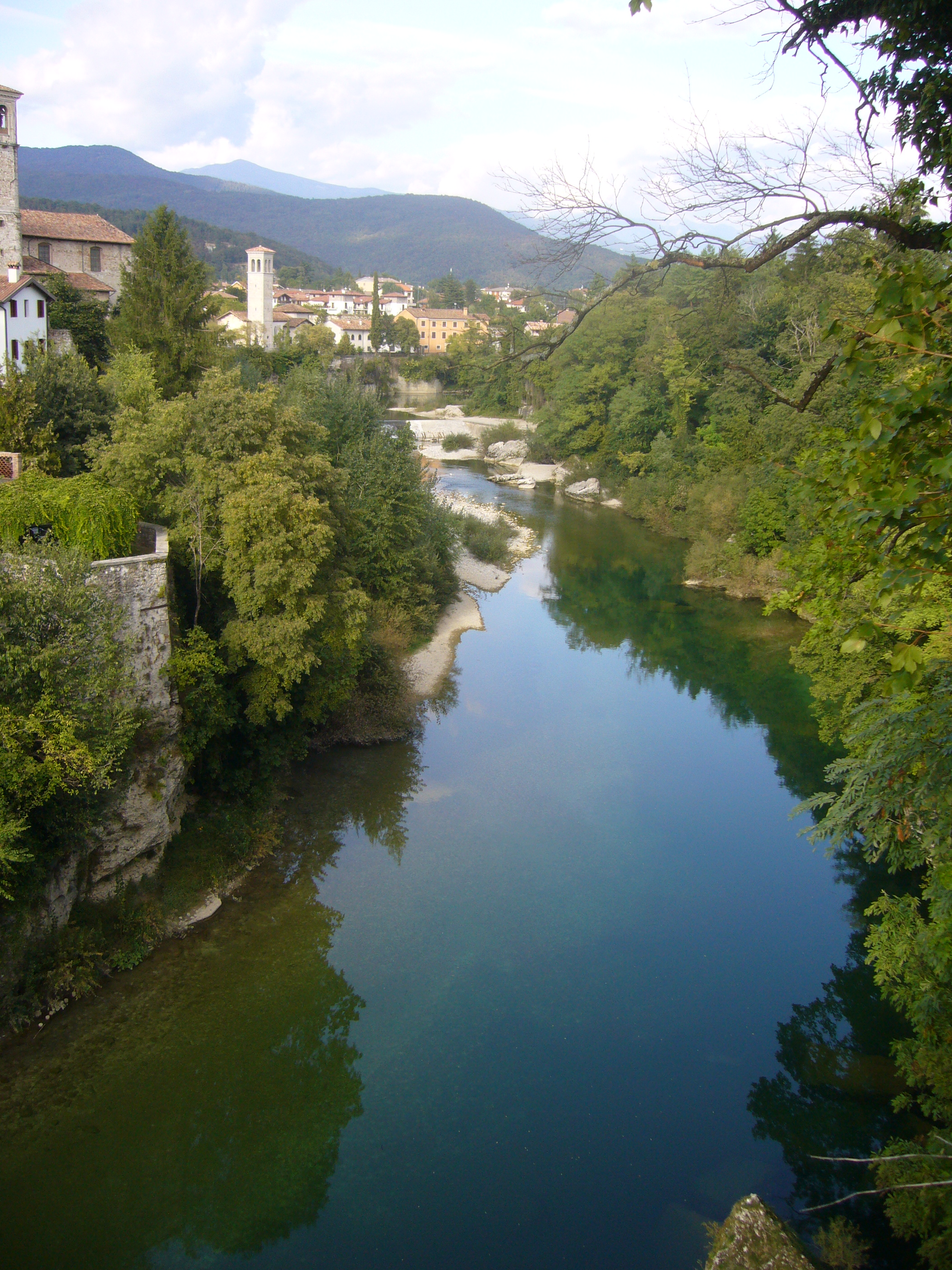
De Natisone stroomt door Cividale
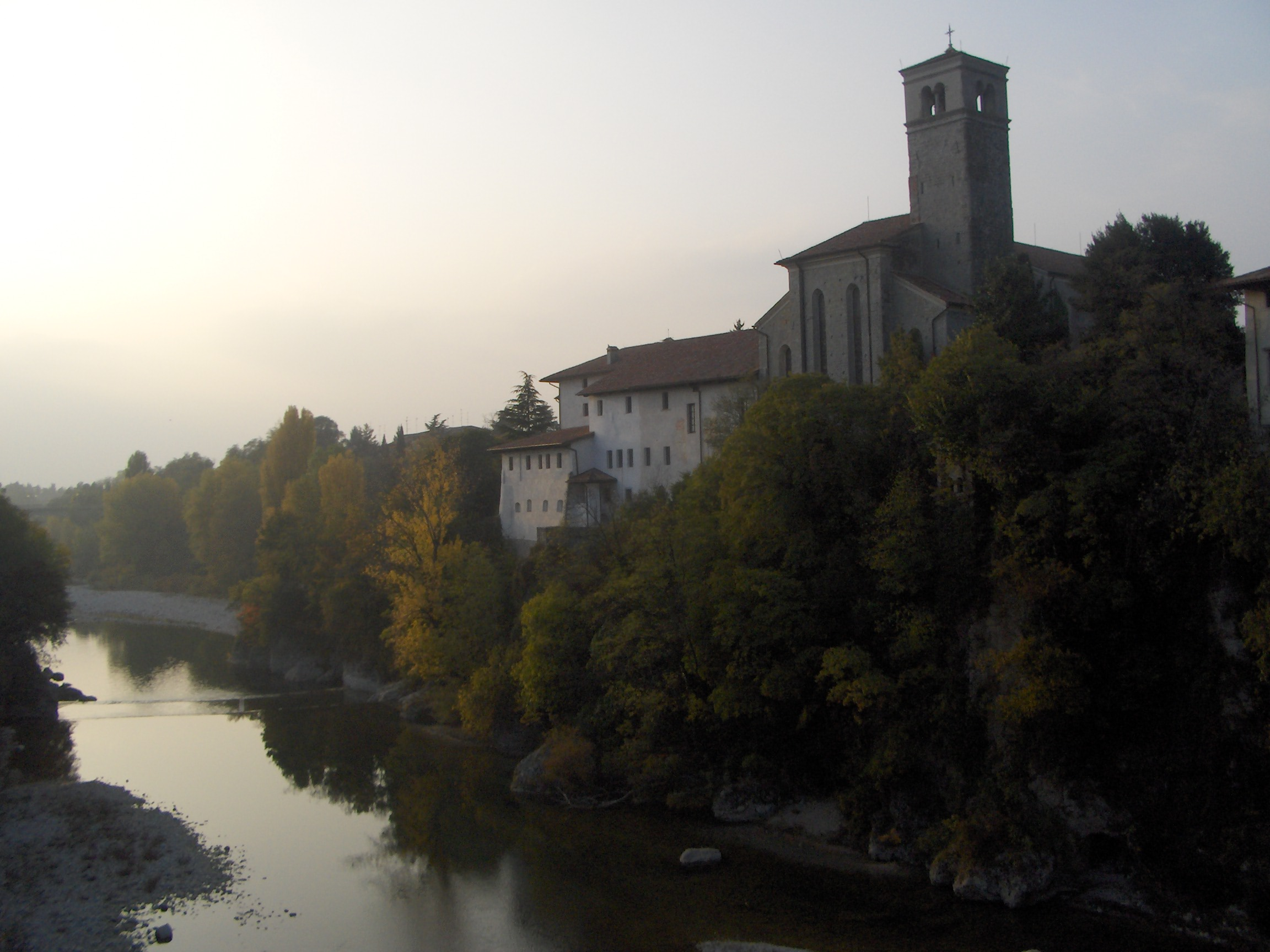
De Natisone stroomt langs de Sint Franciscuskerk in Cividale

- Virtual International Authority File: 315144530